# Vincetoxicum arnottianum
Vincetoxicum arnottianum är en oleanderväxtart som först beskrevs av Robert Wight, och fick sitt nu gällande namn av Robert Wight. Vincetoxicum arnottianum ingår i släktet tulkörter, och familjen oleanderväxter. Inga underarter finns listade i Catalogue of Life.